# ダリオ・シミッチ

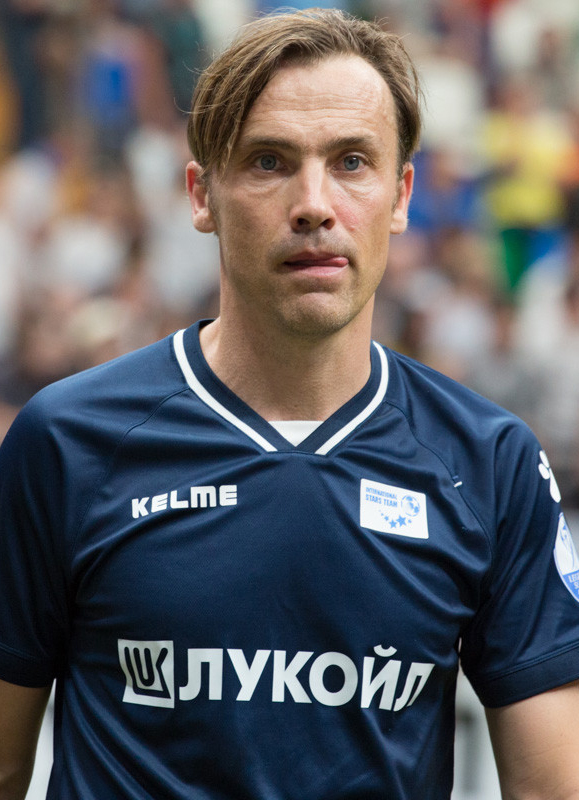
ダリオ・シミッチ

ダリオ・シミッチ（Dario Šimić, 1975年11月12日 - ）は、ユーゴスラビア（現クロアチア）・ザグレブ出身の元サッカー選手。元クロアチア代表。現役時代のポジションはセンターバック及びサイドバック。試合に臨む姿勢から"ピットブル"（Pitbull）の愛称で親しまれた。
NKディナモ・ザグレブの下部組織を経て同クラブでデビューを果たしたシミッチは、セリエAのインテルナツィオナーレ・ミラノとACミラン、リーグ・アンのASモナコに在籍し、2010年に古巣ディナモ・ザグレブへと戻り、同年で引退した。
1996年から2008年まで出場したクロアチア代表としては、同代表初となる通算出場数100試合目に到達した。3度のFIFAワールドカップ（1998年、2002年、2006年で11試合）、3度のUEFA欧州選手権（1996年、2004年、2008年で5試合）と主要大会に6度出場した。
息子のロコ・シミッチもプロサッカー選手であり、NKロコモティヴァ・ザグレブでデビュー。現在はレッドブル・ザルツブルクのBチームであるFCリーフェリングに所属している。ポジションはFWであり、U-21クロアチア代表。

## クラブ経歴

### ディナモ・ザグレブ
シミッチは、1987年の12歳の時にNKディナモ・ザグレブ（1992年から2000年まではクロアチア・ザグレブ）の下部組織に入団し、ミロフラヴ・ブラジェヴィッチ（en）監督の下で17歳の誕生日を迎える3ヶ月前の1992年8月23日にプルヴァHNLの開幕戦であるアウェイのNKヴァルテクス・ヴァラジュディン戦でトップチーム初出場を飾った。以降5試合連続で起用されていたことから有望な選手として見られていたが、最終的に出場6試合にとどまり、クラブはリーグを制するもあまり大きな影響を与えることは出来なかった。
しかし、翌1993-94シーズンから出場機会を増やしていき、リーグ戦とカップ戦をそれぞれ4度制し、クラブの黄金期を中心選手として支えた。1994年9月29日にUEFAカップウィナーズカップ 1994-95のAJオセールとの1回戦（ホーム3-0勝利）で欧州カップ戦初出場を飾って以降、4季に渡る欧州カップ戦で全試合に出場し、UEFAカップ1997-98ではベスト16（アトレティコ・マドリードに2試合合計1-2敗北）、UEFAチャンピオンズリーグ 1998-99では予選2回戦でセルティックFCを破り（2試合合計3-1勝利）本大会のグループステージまで進出と近年で最大の成果をあげた一員だった。この時代のクラブにはシルヴィオ・マリッチ（en）、ドラジェン・ラディッチ（en）、イゴール・ツビタノヴィッチ、マーク・ヴィドゥカ、ロベルト・プロシネチキ等が在籍しており、その中でシミッチはクルノスラヴ・ユルチッチ（en）やゴラン・ユーリッチと共に守備を構築した。在籍6季半にリーグ戦で140試合14得点を記録した。

### インテル・ミラノ
1998 FIFAワールドカップとUEFAチャンピオンズリーグ 1998-99での活躍から欧州のクラブから注目を集め、1999年1月にディナモの最高移籍金記録となる1100万ユーロ（2007年のヴェドラン・チョルルカとエドゥアルド、2008年のルカ・モドリッチに更新される）でインテルナツィオナーレ・ミラノと契約した。
1999年1月10日にマルチェロ・リッピ監督の下でACヴェネツィア戦（ホーム2-0勝利）でセリエA初出場を飾り、加入1季目で17試合2得点を記録した。翌シーズンから中心選手とまではいかないものの一定の出場機会を得ていたが、2002年6月にウミト・ダヴァラと交換で同じくミラノを本拠地とするライバルのACミランと3年契約を締結した。インテル在籍の3季半でリーグ戦66試合3得点を記録。この期間でシミッチはロベルト・バッジョ、ロナウド、イバン・サモラーノ、ディエゴ・シメオネ、クリスティアン・ヴィエリ等のトップクラスの選手達と共にしたが、クラブは優勝を果たせないどころか1999-2000シーズンの4位が最高位だった。

### ACミラン
ミランでは、カルロ・アンチェロッティ監督の下で右サイドバックからセンターバックへと役割を変更し、4人で守備陣を形成することになった。2002年8月28日にUEFAチャンピオンズリーグ 2002-03予選・3回戦アウェイのFCスロヴァン・リベレツ戦で初出場を飾って以降、同大会では準決勝の古巣インテルとの両試合とオールド・トラッフォードでの決勝ユヴェントスFC戦で出番は訪れなかったものの、12試合に出場し優勝に一役買った。リーグ戦では加入1季目こそ29試合に出場と中心選手として活動していたが、以降の3季でカフーに定位置争いで敗れ、負傷の影響から僅か27試合と出場機会に恵まれなかった。そのような状況に陥ったため、アンチェロッティ監督へ出場機会の少なさを公然と批判し、退団も辞さない考えだったが、それから数週間後の2006年5月にクラブと契約を2009年まで延長した。
2006-07シーズンはカハ・カラーゼがセンターバックへの役割変更、若手のダニエレ・ボネーラが加入、シーズン途中にSBのマッシモ・オッドがさらに加わるなど厳しいものになると思われたが、リーグ戦22試合に出場と定位置を取り戻すことに成功した。一方、UEFAチャンピオンズリーグ 2006-07の舞台でクラブは再び優勝したものの、シミッチの出番は予選2試合を含めベスト16までの6試合にとどまった。翌2007-08シーズンのリーグ戦出場4試合、UEFAチャンピオンズリーグ 2007-08ではセルティックFC戦に先発出場（負傷により30分未満で交代）した1試合のみと出場機会が限られたために1月の移籍市場で退団する意向を語った。

### ASモナコ
2008年8月11日にフランス1部のASモナコと2年契約を締結することに合意。2008年8月23日のSMカーン戦（ホーム1-1）で初出場を飾ると、フレデリク・ニマニの先制点をアシストした。モナコでは2009年4月のル・アーブル戦で退場するまでに26試合に出場し、中心選手として地位を確立したかに思われたが、同試合後から最終節のパリ・サンジェルマンFC戦（0-0）まで出番が訪れず、翌2009-10シーズンはギー・ラコンブ新監督の構想外となり1試合も出場することはなかった。

### ディナモ・ザグレブ復帰
シミッチは11季の国外生活を経て、2010年4月27日に自由移籍で古巣のディナモ・ザクレブと契約。現役最後となる1シーズンを無給でプレーする契約を交わしたが、僅か3ヶ月後の同年8月11日に自身の衰えを理由にキャリアに終止符を打ち、今後はコーチングアカデミーに入学し将来的に監督としてサッカー界に関わっていく意向を表明した。この短期での在籍中にスーパーカップを含め、UEFAチャンピオンズリーグ 2010-11予選のFCコペル戦とFCシェリフ・ティラスポリ戦の公式戦3試合に出場したが、リーグ戦での出場はなかった。

## 代表経歴
様々な世代別代表を経て、ディナモ・ザグレブで指導を受けたブラジェヴィッチ監督の下で1996年3月13日に韓国との親善試合でイゴール・シュティマツに代わり途中出場でA代表初出場を飾ると、同年のUEFA EURO '96の一員に選出され1試合に出場した。以降は中心選手となり、1998 FIFAワールドカップ・ヨーロッパ予選で6試合、本大会ではイエローカードの累積により出場停止だったものの全7試合中6試合に出場し、3位入賞に貢献した。
2002 FIFAワールドカップで2試合、UEFA EURO 2004でグループリーグ全3試合、2006 FIFAワールドカップでもグループリーグ敗退するまでの3試合に出場。後者の大会では、2006年6月18日にニュルンベルクで行われたグループリーグ第2戦の日本戦（0-0）でロベルト・ヤルニが持つ（81試合）の歴代最多出場記録を抜き82試合に更新した。グループリーグ最終戦のオーストラリア戦（2-2）で試合残り5分にイエローカード2枚目により退場した。
クロアチア代表として3得点を記録しており、2006年3月1日にバーゼルで行われたアルゼンチンとの親善試合での決勝点が通算3得点目だった。

### 100試合目と代表引退
UEFA EURO 2008ではヴェドラン・チョルルカ、ロベルト・コヴァチ、ヨシプ・シムニッチの存在からグループリーグ最初の2試合を逃したが、同2試合で準々決勝進出が確定したため、スラベン・ビリッチ監督はグループリーグ最終戦のポーランド戦（1-0勝利）でシミッチを主将に任命し、出場機会を与えたことで通算99試合目を達成。チームは3戦3勝で準々決勝のトルコ戦に臨むもPK戦の末に敗退が決定し、シミッチの出番は訪れず、同大会で代表通算出場100試合出場を達成するかと思われたが、叶わなかった。
2008年8月20日にマリボルで行われたスロベニアとの親善試合でクロアチア代表として初となる通算出場数100試合目を達成。3-2で勝利した同試合では主将を務め、後半にイヴィツァ・クリジャナツと交代でピッチを後にした。その後もクロアチア代表に招集され、2008年9月初頭に2010 FIFAワールドカップ・ヨーロッパ予選のカザフスタン戦とイングランド戦の一員に選出されたが、ホームで行われた両試合での出場はなかった。イングランドに1-4で敗れた後にクロアチアのメディアからシミッチが代表引退するとの噂が持ち上がり、2008年8月16日にクロアチア代表から引退することが発表された。

## 代表歴

### 出場大会
- クロアチア代表
  - 1998 FIFAワールドカップ
  - 2002 FIFAワールドカップ
  - 2006 FIFAワールドカップ

### 試合数
- 国際Aマッチ 100試合 3得点（1996年-2008年）[18]

| クロアチア代表 | 国際Aマッチ | 国際Aマッチ |
| 年             | 出場        | 得点        |
| -------------- | ----------- | ----------- |
| 1996           | 5           | 0           |
| 1997           | 8           | 0           |
| 1998           | 13          | 1           |
| 1999           | 7           | 0           |
| 2000           | 5           | 0           |
| 2001           | 8           | 0           |
| 2002           | 6           | 0           |
| 2003           | 10          | 1           |
| 2004           | 8           | 0           |
| 2005           | 5           | 0           |
| 2006           | 11          | 1           |
| 2007           | 9           | 0           |
| 2008           | 5           | 0           |
| 通算           | 100         | 3           |

## タイトル
クラブ
NKディナモ・ザグレブ
- プルヴァHNL : 1992-93, 1995-96, 1996-97, 1997-98, 1998-99
- フルヴァツキ・ノゴメトニ・クプ : 1993-94, 1995-96, 1996-97, 1997-98
- フルヴァツキ・ノゴメトニ・スーペルクプ : 2010[12]

ACミラン
- セリエA : 2003-04
- コッパ・イタリア : 2002-03
- スーペルコッパ・イタリアーナ : 2004
- UEFAチャンピオンズリーグ : 2002-03, 2006-07
- UEFAスーパーカップ : 2003
- FIFAクラブワールドカップ : 2007